# Change (MONKEY MAJIKの曲)
『Change』（チェンジ ）は日本のポップ・ロックバンド、MONKEY MAJIKが「Monkey Majik+吉田兄弟」名義でリリースした6thシングル。

## 概要
- 3ヶ月連続でコラボレーションシングルリリースの第3弾。第3弾のコラボレーション・アーティストは吉田兄弟。
- テーマは「Change is good」[1]。
- ダメ元で吉田兄弟にオファーしたら、偶然スケジュールが合う日があって、今回のコラボレーションが実現した。[1]。
- カップリングの「Car Crash」は吉田兄弟は参加していないが、三味線風のサウンドが打ち込みでイントロや間奏部分に使用されている。
- 本作でのコラボレーションがきっかけでMONKEY MAJIKは吉田兄弟との交友を深め、2012年には合同で北米ツアーを行った。2014年7月16日には2作目の吉田兄弟とのコラボ楽曲「夏の情事」をリリース（カップリングにはChangeのFPMによるリミックスバージョンを収録）、さらに2016年6月29日には"吉田兄弟 + MONKEY MAJIK"として「criminal」が吉田兄弟側よりリリースされた。

## 収録曲
（全作詞・作曲：Maynard、Blaise）
1. Change／Monkey Majik+吉田兄弟
  - Honda Carsハッピーフェア「夏Honda」CMソング（東北地区限定）
  - HBCテレビ「総力報道!THE NEWS HBC」番組宣伝CMソング（北海道地区限定）
2. Car Crash
3. Mr. Postman